# جان سالمونز
جان سالمونز (انگلیسی: John Salmons؛ زادهٔ ۱۲ دسامبر ۱۹۷۹) بازیکن بسکتبال اهل ایالات متحده آمریکا است.
از باشگاه‌هایی که در آن بازی کرده‌است می‌توان به نیو اورلینز پلیکانز، ساکرامنتو کینگز، شیکاگو بولز، میلواکی باکس، و فیلادلفیا سونتی‌سیکسرز اشاره کرد.